# Кубок Грузії з футболу 2022
Кубок Грузії з футболу 2022 (також відомий як Кубок Давида Кіпіані 2022) — 33-й розіграш кубкового футбольного турніру в Грузії. Титул вп'яте здобуло «Торпедо» (Кутаїсі).

## Календар
| Раунд            | Дата               | Матчі | Клуби   |
| ---------------- | ------------------ | ----- | ------- |
| Попередній раунд | 8-9 травня 2022    | 13    | 78 → 65 |
| Перший раунд     | 26-27 травня 2022  | 23    | 65 → 42 |
| Другий раунд     | 6-7 липня 2022     | 12    | 42 → 30 |
| Третій раунд     | 6-8 серпня 2022    | 14    | 30 → 16 |
| 1/8 фіналу       | 13-14 вересня 2022 | 8     | 16 → 8  |
| 1/4 фіналу       | 12 жовтня 2022     | 4     | 8 → 4   |
| 1/2 фіналу       | 2 листопада 2022   | 2     | 4 → 2   |
| Фінал            | 7 грудня 2022      | 1     | 2 → 1   |

## Третій раунд
| Команда 1                 | Рахунок      | Команда 2               |
| ------------------------- | ------------ | ----------------------- |
| 6 серпня 2022             |              |                         |
| Динамо-2 (Тбілісі) (3)    | 3:2          | Сіоні                   |
| ВІТ Джорджія (2)          | 2:2 пен. 2:4 | Локомотив (Тбілісі)     |
| 7 серпня 2022             |              |                         |
| Локомотив-2 (Тбілісі) (4) | 1:0          | Самгуралі (Цхалтубо)    |
| Шукура (2)                | 2:0          | Гагра                   |
| Варкетілі (Тбілісі) (3)   | 2:0          | Сабуртало-2 (3)         |
| Самтредіа (2)             | 1:2          | Динамо (Тбілісі)        |
| Гурія (3)                 | 1:0          | Колхеті-1913 (Поті) (3) |
| Гардабані (5)             | 1:8          | Руставі (2)             |
| Гареджі (Саґареджо) (2)   | 0:1          | Телаві                  |
| Мерані (Тбілісі) (2)      | 2:2 пен. 3:4 | Спаері (2)              |
| Самегрело (4)             | 0:3          | Мерані (Мартвілі) (2)   |
| ВІТ Джорджія-2 (4)        | 1:2          | Торпедо (Кутаїсі)       |
| Зана (Абаша) (5)          | 1:0          | Цхумі (5)               |
| 8 серпня 2022             |              |                         |
| Матчахела (4)             | 1:6          | Діла                    |

## 1/8 фіналу
| Команда 1                 | Рахунок      | Команда 2           |
| ------------------------- | ------------ | ------------------- |
| 13 вересня 2022           |              |                     |
| Локомотив-2 (Тбілісі) (4) | 1:1 пен. 4:2 | Телаві              |
| Зана (Абаша) (5)          | 1:4          | Гурія (3)           |
| Варкетілі (Тбілісі) (3)   | 2:3          | Руставі (2)         |
| Динамо-2 (Тбілісі) (3)    | 1:4          | Діла                |
| 14 вересня 2022           |              |                     |
| Шукура (2)                | 2:0          | Локомотив (Тбілісі) |
| Динамо (Батумі)           | 0:0 пен. 0:3 | Динамо (Тбілісі)    |
| Мерані (Мартвілі) (2)     | 2:3 дч       | Сабуртало           |
| Спаері (2)                | 0:1          | Торпедо (Кутаїсі)   |

## 1/4 фіналу
| Команда 1                 | Рахунок | Команда 2         |
| ------------------------- | ------- | ----------------- |
| 12 жовтня 2022            |         |                   |
| Локомотив-2 (Тбілісі) (4) | 1:0     | Гурія (3)         |
| Динамо (Тбілісі)          | 2:1     | Діла              |
| Шукура (2)                | 0:2     | Сабуртало         |
| Руставі (2)               | 2:4     | Торпедо (Кутаїсі) |

## 1/2 фіналу
| Команда 1                 | Рахунок      | Команда 2        |
| ------------------------- | ------------ | ---------------- |
| 2 листопада 2022          |              |                  |
| Локомотив-2 (Тбілісі) (4) | 0:0 пен. 7:6 | Сабуртало (3)    |
| Торпедо (Кутаїсі)         | 1:0          | Динамо (Тбілісі) |

## Фінал
| 7 грудня 2022 19:00 |

| Торпедо (Кутаїсі)         | 2 – 0    | Локомотив-2 (Тбілісі) (4) |
| ------------------------- | -------- | ------------------------- |
| Кабальєро 53' Кімадзе 60' | Протокол |                           |

| Батумі, Батумі Арбітр: Алеко Аптсіаурі |